# جامعة سبها
جامعة سبها في مدينة سبها كبرى مدن جنوب ليبيا. تأسست في العام 1976 وأنشئت كجامعة مستقلة في 1983. وتتبع اللجنة الشعبية العامة للتعليم العالي. ويرأس الجامعة د. علي محمد برهانه حسب التعديل الأخير والأمين المساعد للشئون العلمية الدكتور أحميد عثمان زيدان.
نواتها كانت كلية التربية التي أنشأت العام 1976 كفرع لكلية التربية بجامعة الفاتح بطرابلس، وأصبحت جامعة مستقلة عام 1983 بموجب قرار اللجنة الشعبية العامة رقم (187).
وتضم 15 كلية، ويدرس بها مايزيد عن 9500 طالبة وطالب بينهم أجانب. وفي سنة 2005 صدر قرار من اللجنة الشعبية العامة للتعليم العالي بشأن توزيع كليات الجامعة على عدد من الشعبيات في الجنوب الليبي، وكليات الجامعة هي:-
1. الطب البشري - سبها
2. طب الأسنان - سبها
3. العلوم - سبها
4. الزراعة - سبها
5. الآداب - سبها
6. الآداب والعلوم - أوباري
7. الآداب والعلوم - غات
8. المعلمين - سبها
9. المعلمين - مرزق
10. المعلمين - أوباري

تمنح جامعة سبها الشهادات العلمية التالية :-
- الإجازة الجامعية ( البكالوريوس – الليسانس ).
- الإجازة العليا ( الماجستير ).
- الإجازة الدقيقة ( الدكتوراه ).

## إنظر أيضاَ
- كلية الهندسة (جامعة طرابلس)

## وصلات خارجية
- الموقع الرسمي لجامعة سبها